# Kilinochchi

Localização de Kilinochchi dentro do distrito de Killinochchi

Killinochchi (em tâmil கிளிநொச்சி, translit. Kilinotchi) é uma pequena cidade do distrito de Kilinochchi, na Província do Norte, no Sri Lanka. Está situada a aproximadamente 100 quilômetros a sudeste de Jaffna. Sua população da cidade é majoritariamente constituída por tâmeis do Sri Lanka. 
Killinochchi era o centro administrativo  do LTTE (Tigres Tâmeis) até 2 de janeiro de 2009, quando tropas do exército cingalês recapturaram a cidade. 

## A guerra civil do Sri Lanka
O LTTE se apoderou da cidade em 1990, quando o exército cingalês retirou suas guarnições de Kilinochchi. Em seguida, a área foi novamente ocupada pelo exército durante operações Sathjaya I, II e III, em setembro de 1996. 
Em setembro de 1998, a cidade caiu novamente nas mãos do LTTE, que lá instalou sua administração  até ser de novo expulso, em 2 de Janeiro de 2009.